# Nad Stádlem
Nad stádlem je vrchol tyčící se nad údolím potoka Mešnice. Má nadmořskou výšku 317 m n. m. a patří k obci Krásné Pole, městské části města Ostravy v Moravskoslezském kraji. Kopec patří do pohoří Nízký Jeseník a je jedním z nejvyšších kopců celého města Ostravy.

## Další informace
V minulosti byla nejvyšším bodem Ostravy Halda Ema, avšak vlivem poklesů, prohořívání a důlní činnosti se její výška snížila.  Vůbec nejvyšší geografická výška v Ostravě je bod těsně pod vrcholem kopce Končina s nadmořskou výškou 339 m. Vrchol kopce Končina se již nachází v Dobroslavicích (okres Opava). 
Vrchol kopce se nachází na poli a je ze tří stran obestavěn obytnými domy.
Pod kopcem, západním směrem, je chatová osada, údolí potoka Mešnice a osada Kotalův Mlýn. Mešnice se zde stéká s potokem Opusta a Benovým potokem. Svahy nad Mešnicí jsou ovlivněny erozivní činností potoka a jsou zde také patrné občasné výchozy břidlic.
Na vrchol kopce nevede žádná stezka.
Poblíže vrcholu je umístěn vysílač, sportovní hala, fotbalové hřiště a dětské hřiště.